# Ramon Hendriks
Ramon Hendriks (* 18. Juli 2001 in Hendrik-Ido-Ambacht) ist ein niederländischer Fußballspieler. Er steht aktuell beim VfB Stuttgart unter Vertrag.

## Karriere

### Verein
Hendriks begann seine fußballerische Karriere beim Verein seiner Geburtsstadt Hendrik-Ido-Ambacht, ASWH. Er wechselte 2014 in die Jugendabteilung des FC Dordrecht und 2017 in die von Feyenoord Rotterdam. Am Jahresbeginn 2021 wurde er für ein halbes Jahr an den Zweitligisten NAC Breda ausgeliehen, wo er zum Stammspieler wurde. Im Sommer 2021 kehrte er zu Feyenoord zurück, wo er nach ersten Einsätzen in der U21- und Herrenmannschaft im Sommer 2022 an den FC Utrecht verliehen wurde. In Utrecht konnte er verletzungsbedingt nicht Fuß fassen und kehrte im Sommer 2023 nach Rotterdam zurück, wo er jedoch direkt an Vitesse Arnheim weiterverliehen wurde. In Arnheim avancierte er zum Stammspieler in der Eredivisie. Am Ende der Saison stieg er mit Vitesse ab. Im Sommer 2024 wechselte Hendriks zum Bundesligisten VfB Stuttgart.

### Nationalmannschaft
Hendriks durchlief von 2016 bis 2019 diverse niederländische Juniorennationalmannschaften von der U15- bis zur U19-Auswahl. Mit der U17 nahm er an der U17-Europameisterschaft 2018 teil, die er mit seinem Team dann auch gewann.

## Erfolge
Verein
- Deutscher Pokalsieger: 2025 (VfB Stuttgart)

Nationalmannschaft
- U17-Europameister: 2018